# 勝手にしやがれ (沢田研二の曲)
「勝手にしやがれ」（かってにしやがれ）は、沢田研二の19枚目のシングル。1977年5月21日にポリドール・レコードより発売された。

## 解説
タイトルは1960年に公開されたフランス映画『勝手にしやがれ』に由来する。タイトルだけでなく歌詞の内容も、それに因んだ（映画の内容と関連はない）ものになっている。
テレビ番組で歌う際はクリーム色のスリーピース・スーツを着用し、歌いながら同じ色のソフト帽を投げるパフォーマンスが、子供が学校で真似をするほど大きな話題を呼んだ。
1977年5月23日に出演した「夜のヒットスタジオ」で同曲を披露した際、2番目の途中からスモークが焚かれる演出がなされたが、焚き過ぎてしまい沢田がスモークに覆われるハプニングが発生。本人は最後まで歌いきったが、ほとんど姿が見えない形となった。
第28回NHK紅白歌合戦に出場した際、間奏中にジャケットを脱ぎ捨てようとしたところ、左袖が引っかかり脱げないというハプニングがあった（衣装にパンクファッションを取り入れており、左腕に手錠をしていた）。しかし、咄嗟の機転でジャケットを左肩に掛け、歌いながら脱ぎ捨てて生放送中のピンチを切り抜けた。
当時、人気のあったテレビ番組『8時だョ!全員集合』で志村けんにより本作の「勝手に」と、ピンク・レディーの「渚のシンドバッド」から半分ずつ拝借してタイトルにした「勝手にシンドバッド」というコメディーが演じられた。1978年にデビューしたサザンオールスターズのデビューシングル「勝手にシンドバッド」は、このコメディーから拝借したものである。
前作の「さよならをいう気もない」に続き、作詞を阿久悠、作曲を大野克夫が手掛けた。この2人の組み合わせは、のちにゴールデンコンビと言われるようになる。曲の大部分がロックテイスト寄りだが、これは編曲を担当した船山基紀が手を加えたからであり、元々は16ビートのバラード調の曲であった。
山口百恵の「プレイバックPart2」（作詞：阿木燿子、作曲：宇崎竜童、1978年）は、この曲のアンサーソングと言われている。2番の歌詞に「勝手にしやがれ」の出て行った女性の心情が強く表現されていると言われている。

## チャート成績
- オリコン週間チャートでは、ピンク・レディーの「渚のシンドバッド」と競い合う形となったが、通算5週にわたって第1位を獲得し、年間チャートでは4位となった。
- 売り上げ記録は89万枚で、1975年の「時の過ぎゆくままに」の約92万枚に次ぎ、沢田の代表曲のひとつとなった。

## 収録曲
- 全曲、作詞：阿久悠／作曲：大野克夫／編曲：船山基紀

1. 勝手にしやがれ（3分26秒）
2. 若き日の手紙（4分27秒）
  - スローなバラード調の曲だが、ラスト部分で曲のテンポが大幅に上がり、さらに曲調もハードロック調のヘビーなものに一転する。それを強調するためか、この部分はミキシングも意図的に音が割れるようになっている。

## 参加ミュージシャン
- ケニー・ウッド・オーケストラ
- 羽田健太郎：ピアノ
- 村上秀一：ドラム[3]

## 価格
発売当時の値段は600円。

## カバー
- 1978年 - ささきいさお（アルバム『君こそスターだ!歌謡教室』日本コロムビア GZ-7099）
- 1997年 - ZERO（アルバム『VELFARRE J-POP NIGHT presents DANCE with YOU』）
- 2002年 - 福山雅治（FUKUYAMA ENGINEERING GOLDEN OLDIES CLUB BAND名義）（カバーアルバム『「福山エンヂニヤリング」サウンドトラック The Golden Oldies』）
- 2002年 - 椎名純平（カバーアルバム『discover』）
- 2003年 - TAK MATSUMOTO（カバーアルバム『THE HIT PARADE』。ゲストヴォーカリストとして、B'zの稲葉浩志がヴォーカルを務めている。フジテレビ系ドラマ『あなたの隣に誰かいる』挿入歌として使用された）
- 2005年 - 太鼓の達人7 (カバー音源を収録)
- 2008年 - 中村あゆみ（カバーアルバム「VOICE」）
- 2009年 - 髙橋真梨子（カバーアルバム『No Reason 〜オトコゴコロ〜』）
- 2009年 - 小見川千明（アニメ『夏のあらし!〜春夏冬中〜（あきないちゅう）』の第6話で挿入歌として使用された）
- 2009年 - 桑田佳祐（ライブビデオ『昭和八十三年度!ひとり紅白歌合戦』）
- 2011年 - ジェロ（カバーアルバム『カバーズ4』）
- 2012年 - 龍真咲（宝塚歌劇団のカバーアルバム「OLDIES -TAKARAZUKA NATSUMERO SONG-」）
- 2015年 - 湖月わたる（宝塚歌劇団OGのカバーアルバム「麗人 REIJIN -Showa Era-」（2015年7月1日、ビクターエンターテインメント）収録[4]）
- 2015年 - SHOW-YA（カバーアルバム『Glamorous Show II』）
- 2017年ピンクレディー（コンピレーションアルバム『記録と記憶カバー曲阿久悠作品集』）
- 2021年 - 信吉（声：梶原岳人）（ピクチャードラマ『歌浴曲ウォーズ』）
- 2021年 - 上白石萌音（カバーアルバム『あの歌-1-』）
- 2022年 - ミカ（声：さかき孝輔）（テレビアニメ『リコリス・リコイル』BD / DVD第5巻特典CD）
- 2024年 - Ms.OOJA（カバーアルバム『流しのOOJA 3～VINTAGE SONG COVERS～』）
- 1978年崔苔青、1979年劉文正、中国語版のカバー「風」（なお、マレーシアでは荘学忠によってもカバーされている）。1978年欧陽菲菲、北京語版のカバー「為我唱一首愛的歌」。1979年甄妮、中国語版のカバー「往日情懷」、広東語版のカバー「心曲」。徐小明、広東語の「今天萬里飛」（歌うメロディーのほうには変更あり）。

## 沢田研二の関連作品
- 思いきり気障な人生

## その他
- 長崎大島醸造は、かつて阿久悠の楽曲に因んだ焼酎をシリーズ化しており[5]、その一つとして「勝手にしやがれ」と命名した麦焼酎を販売していた[5]。